# Par-devant notaire

Par-devant notaire est une mini-série télévisée française de Jean Laviron en quatre épisodes, diffusé la première fois en 1979. Chaque épisode présente différents protagonistes en situation de recourir aux services d'un notaire dans une approche volontairement réaliste, proche du documentaire.

## Fiche technique
- Titre : Par-devant notaire
- Réalisation : Joseph Drimal, Daniel Georgeot et Jean Laviron
- Scénario : Jean Laviron
- Directeur de production : Richard Dupuy
- Format : 4 x 55 minutes
- Année : 1979
- Pays :  France
- Diffusion : mars-avril 1979

## Épisodes

### Le Bout du monde
- Réalisation : Joseph Drimal
- Interprétation : Claude Mathieu (Adèle), Jean-Michel Dupuis (Henri Lendrac), Maurice Jacquemont (Le père Carré), René Camoin (Me Ruchair), François Dyrek  (Antoine Lendrac), Louis Lyonnet (Alexandre Hatiyeau), Hélène Calzarelli (Marguerite Hatiyeau), Louis Julien (Robert Hatiyeau), Stephan Meldegg (Karl), Herta Gaupmann (Magda), Lily Jenny (Léontine Hatiyeau), Jean Puyberneau (l'agent de la SAFER), Françoise Laborde (la secrétaire de Me Ruchair), François Douan (l'ouvrier)
- Synopsis :
- Diffusion :

### La Résidence du bonheur
- Réalisation : Jean Laviron
- Interprétation : Jacques Jouanneau (Jacques), Laurence Badie (Sophie), Max Amyl (Pierre), Gabriel Cattand (le notaire), Bernard Charlan (Bernac), Marie-Georges Pascal (Minouche), Annick Roux (Corinne), Katia Tchenko (l'amie de Bernac)
- Synopsis : Sur les conseils de Pierre, un ami agent immobilier, Jacques et Sophie se sont offert pour résidence secondaire un appartement avec une vue garantie imprenable sur le lac d'Annecy. Mais après la construction d'un nouvel immeuble, leurs fenêtres ne s'ouvrent plus que sur un mur de béton. La situation provoque des disputes dans le couple qui finit par demander conseil à son notaire. Pierre propose à Jacques d'acquérir un nouvel appartement dans sa nouvelle « Résidence du bonheur ». Sans en avertir sa femme, Jacques conclut l'affaire et met en vente l'ancien appartement.
- Diffusion : 30 mars 1979

### La Saison des brumes
- Réalisation : Jean Laviron
- Interprétation : Robert Party (Léon Bouvreux), Gabriel Cattand (Fabien), Geneviève Casile (Hélène Bouvreux), Virginie Billetdoux (Sylvie), Éric Paulain (Éric), Raoul Delfosse (Gratien, le frère de Léon), Alexandre Rignault (le père de Léon), Jeanne Herviale (la mère de Léon), Jean-Marc Avocat (Alain), Charles Dubois (Patrice), Marie-Claude Deviègue (Mlle Deviègue), Isabelle Charraix (Suzy, la secrétaire brune), Marie-Dominique Bayle (Lucie, la secrétaire blonde)
- Synopsis :
- Diffusion : 27 avril 1979

### Succession veuve Bernier
- Réalisation : Daniel Georgeot
- Interprétation : Michel Beaune (Me Rollin), Françoise Christophe (Jeanne Van Dusten), Pierre Haudebourg (Jacques Van Dusten), Lyne Chardonnet (Solange, premier clerc), Jean-Pierre Kérien (Pierre Verdelloni), Nicole Gueden (Monique Verdelloni), Robert Lefebvre (le généalogiste)
- Synopsis :
- Diffusion :